# Герб Овсищенского сельского поселения
Герб муниципального образования Овси́щенское се́льское поселе́ние Вышневолоцкого района Тверской области Российской Федерации — опознавательно-правовой знак, служащий официальным символом муниципального образования.
Герб утверждён Решением Совета депутатов Овсищенского сельского поселения № 23 от 25 сентября 2006 года.
Герб внесён в Государственный геральдический регистр Российской Федерации под регистрационным номером 3039.

## Описание герба
«В зелёном поле над лазоревой, в центре выщербленной и тонко окаймлённой золотом оконечностью — золотой, перевязанный такою же лентой, сноп овса в столб. Щит увенчан муниципальной короной установленного образца».

## Обоснование символики
Полугласный герб. Овсище — овсяное жниво, поле после уборки овса.
Поселение расположено среди одиннадцати озёр, что символизирует лазоревая оконечность и сосновых лесов, что обозначено зелёным цветом.
Выщербленная оконечность символизирует, что на территории поселения находится самое глубокое озеро Тверской области — озеро Чеполшевское.
Сноп — символ единства и трудолюбия. Зелёный цвет — символ лесов и чистоты.